# Mikhaïl Santis
Mikhaïl Ludvigovitch Santis (Михаил Людвигович Са́нтис) ou de Santis, né en 1826 à Varsovie et mort en 1879 à Saint-Pétersbourg, est un pianiste et compositeur russe.

## Biographie
Santis reçoit son éducation musicale au conservatoire de Leipzig auprès d'Ernst Friedrich Richter, Felix Mendelssohn et Ignaz Moscheles.
Il s'installe en 1852 à Saint-Pétersbourg et devient pianiste des théâtres impériaux. Plus tard, il enseigne le piano et la musique à l'orphelinat Nicolas de Gatchina et donne des cours privés. Il compte Alexandre Famintsyne parmi ses élèves.
Il connaissait Glinka qui dans ses Notes le décrit comme un « merveilleux pianiste et une personne très gentille. » L'interprétation de Santis du 5e Concerto pour piano de Beethoven en 1859 a été notée avec sympathie par le compositeur et critique russe Alexandre Serov.
Son opéra Ermak a été joué en 1873 au théâtre Mariinsky de Saint-Pétersbourg (avec Wilhelmina Raab dans le rôle de Natalia) et le poète Alexeï Apoukhtine en a tiré des vers plutôt critiques:

О Сантис, ты попал впросак:

Здесь опера не чудо,

В страну, где действовал Ермак,

Тебе б уйти не худо!

En outre, Santis est l'auteur d'une sonate pour violoncelle et piano, de plusieurs morceaux de piano, etc.

## Source de la traduction
- (ru) Cet article est partiellement ou en totalité issu de l’article de Wikipédia en russe intitulé « Сантис, Михаил Людвигович » (voir la liste des auteurs).